# Аруба на летних юношеских Олимпийских играх 2014
Аруба на летних юношеских Олимпийских играх 2014, проходивших в китайском Нанкине с 16 по 28 августа, была представлена четырьмя спортсменами в трёх видах спорта.

## Состав и результаты

### Лёгкая атлетика
Арубу представлял один спортсмен.
Легенда: Q — финал А (медальный), qB — финал B (без медалей), qC — финал С (без медалей), qD — финал D (без медалей), qE — финал E (без медалей).

#### Юноши
| Спортсмен      | Дисциплина | Предварительный раунд | Предварительный раунд | Финал     | Финал |
| Спортсмен      | Дисциплина | Результат             | Место                 | Результат | Место |
| -------------- | ---------- | --------------------- | --------------------- | --------- | ----- |
| Реджинальд Кок | 100 метров | 12,10                 | 31 qD                 | DNS       | DNS   |

### Парусный спорт
Арубу представлял один спортсмен. Он был отобран после выступления на квалификационных соревнованиях Северной Америки и Карибских островов.

#### Юноши
| Спортсмен             | Дисциплина | Гонка | Гонка | Гонка | Гонка | Гонка | Гонка | Гонка          | Гонка          | Гонка          | Гонка          | Гонка         | Всего очков | Место |
| Спортсмен             | Дисциплина | 1     | 2     | 3     | 4     | 5     | 6     | 7              | 8              | 9              | 10             | Очки в финале | Всего очков | Место |
| --------------------- | ---------- | ----- | ----- | ----- | ----- | ----- | ----- | -------------- | -------------- | -------------- | -------------- | ------------- | ----------- | ----- |
| Мак ван ден Ииренбимт | Techno 293 | 16    | 10    | 18    | 18    | 11    | 15    | Гонки отменены | Гонки отменены | Гонки отменены | Гонки отменены | 12            | 82          | 14    |

### Плавание
Арубу представляли два пловца.

#### Юноши
| Спортсмен       | Дисциплина         | Предварительный заплыв | Предварительный заплыв | Полуфинал            | Полуфинал            | Финал                | Финал                |
| Спортсмен       | Дисциплина         | Время                  | Место                  | Время                | Место                | Время                | Место                |
| --------------- | ------------------ | ---------------------- | ---------------------- | -------------------- | -------------------- | -------------------- | -------------------- |
| Джорди Гротерос | 50 метров брассом  | 29,03                  | 16                     | 28,90                | 11                   | Завершил выступление | Завершил выступление |
| Джорди Гротерос | 100 метров брассом | 1:03,96                | 20                     | Завершил выступление | Завершил выступление | Завершил выступление | Завершил выступление |

#### Девушки
| Спортсмен             | Дисциплина                | Предварительный заплыв | Предварительный заплыв | Финал                 | Финал                 |
| Спортсмен             | Дисциплина                | Время                  | Место                  | Время                 | Место                 |
| --------------------- | ------------------------- | ---------------------- | ---------------------- | --------------------- | --------------------- |
| Даниэлла ван ден Берг | 400 метров вольным стилем | 4:26.14                | 22                     | Завершила выступление | Завершила выступление |
| Даниэлла ван ден Берг | 800 метров вольным стилем | Не участвовала         | Не участвовала         | 8:59,38               | 15                    |